# Frejs sværd
I nordisk mytologi er Frejs sværd et sværd, som kan hugge af sig selv. Det er et af de få våben, som kan kæmpe uden at ejermanden behøver at gøre noget. Efter Frej gav det til Skirner, fordi han fik ført Frej sammen med Gerd. Frej vil dø under Ragnarok, fordi Surt har hans sværd.

## Omtale

### Yngre Edda
Frej beder Skirner om at bringe Gerd til ham, og Skirner kræver at få Frejs sværd for dåden, hvilke Frej gladeligt indvilliger til. Dette har dog konsekvenser, for ifølge Yngre Edda skal Frej kæmpe med jætten Bele, der er Gerds bror, og slå ham ihjel med et hjortegevir, da han ikke har sit sværd. Under Ragnarok vil Frej dog falde, når han skal kæmpe mod ildjætten Surt, fordi han ikke har sit sværd til at forsvare sige.

### Ældre Edda
Under Ragnarok vil "krigergudernes sol skinne" fra Surts sværd. En teori er, at det sværd, som Surt bruger, er det samme sværd som Frej har givet til Skirner. Sigurður Nordal har været en fortaler for denne tolkning, mens det i Ursula Dronkes oversættelse af Ældre Edda er et tilfælde, at de to sværd minder om hinanden. I digtet Skírnirsmál blive sværdet givet til Skirner, og han bruger det til at at true Gerd så hun vil mødes med Frej, men det bliver ikke givet til hverken Gerd, hendes far eller Sur.

## I populærkultur
I den amerikanske forfatter Rick Riordans bog Magnus Chase and the Gods of Asgard har fortællingens protagonist Frejs sværd, hvor det kaldes Sumarbrandr, hvilket betyder sommersværd.
I Lars-Henrik Olsens bog Erik Menneskesøn (1986) får hovedpersonen, Erik, en magisk kniv kaldet Muddur fremstillet af Ivaldesønnerne, der er inspireret af Frejs sværd. Kniven vokser, når der er farer på færde.